# Stanislav Bunin
Stanislav Stanislávovich Bunin (en ruso Станислав Станиславович Бунин; Moscú, 25 de septiembre de 1966) es un pianista ruso (anteriormente soviético).

## Biografía
Stanislav Bunin nació en una familia de larga tradición musical: es hijo de Stanislav Neuhaus y nieto de Heinrich Neuhaus, que fue profesor de muchos pianistas famosos y fundador de la Escuela de Piano del Conservatorio de Moscú. Comenzó a tocar el piano a los cinco años guiado por su madre, concertista y profesora del Conservatorio de Moscú, donde él mismo estudió con Serguéi Dorenski de 1984 a 1988.
En 1983 ganó el primer premio en el Concurso Long-Thibaud de París y en 1985 en el Concurso Chopin de Varsovia, donde también recogió los premios especiales a la mejor interpretación de la polonesa y del concierto. Tras triunfar en Varsovia, comenzó una carrera internacional que le llevó a tocar en las salas de conciertos más prestigiosas del mundo como solista o con las principales orquestas.
En 1988, Bunin abandonó la Unión Soviética y, tras pasar un breve periodo en Alemania, se trasladó a Japón. De 1991 a 1997 fue profesor en la Escuela Superior de Música Senzoku Gakuen de Kawasaki. También ha promovido obras de caridad como la Stanislav Bunin Enterprise, que apoya a niños con talento musical en situación de vulnerabilidad.
Stanislav Bunin ha grabado obras de Frédéric Chopin, Mozart, Debussy y Bach para los sellos Deutsche Grammophon, EMI y Sony.
En 2007 participó en la creación del videojuego japonés Eternal Sonata, inspirado en la vida de Frédéric Chopin, para cuya banda sonora interpretó varias piezas para piano del famoso compositor polaco.